# XLR-105-5
XLR-105-5 – amerykański silnik rakietowy. Był stosowany w członach wielu rakiet z rodziny Atlas. Używany w latach 50. i 60. Napędzany naftą i ciekłym tlenem.